# 梅尔泰特
梅尔泰特（德语、法语：Mertert）是卢森堡东部的一个市镇和小镇，属于格雷文马赫县，与德国接壤。市镇由梅尔泰特和瓦瑟比利希（Wasserbillig）两个小镇组成。梅尔泰特在摩澤爾河畔拥有一个内河港，这是卢森堡最大的港口。市镇的行政中心是瓦瑟比利希。 